# Henrik Weiser
Henrik Weiser (* 3. August 1975 in Höxter) ist ein deutscher Koch.

## Werdegang
Nach der Ausbildung in Höxter wechselte Weiser 1996 zum Hotel-Restaurant Hellers Krug in Holzminden, 1998 zum Le Canard bei Josef Viehhauser in Hamburg  (ein Michelinstern) und 2002 zum Tafelhaus bei Christian Rach in Hamburg (ein Michelinstern). 2003 ging er zum Wald- und Schlosshotel Friedrichsruhe bei Lothar Eiermann in Zweiflingen (zwei Michelinsterne).
Im Juli 2008 wurde er Küchenchef in der Traube Blansingen in Efringen-Kirchen, das 2008 mit einem Michelinstern ausgezeichnet wurde. Im Mai 2019 wurde er Küchenchef im L'étable in Bad Hersfeld (ein Michelinstern).
Von Oktober 2020 bis November 2022 war er Küchenchef im Restaurant Maximilians in Oberstdorf (ein Michelinstern).
Seit November 2022 ist er als Küchenchef im Colombi Hotel in Freiburg im Breisgau tätig. Das dortige Restaurant "Zirbelstube" wurde im Frühjahr 2023 mit einem Stern im Guide Michelin ausgezeichnet.

## Auszeichnungen
- 2008: Ein Stern im Guide Michelin für die Traube Blansingen[2]
- 2019: Ein Stern im Guide Michelin für das L'étable in Bad Hersfeld[3]
- 2021: Ein Stern im Guide Michelin für das Restaurant Maximilians in Oberstdorf[5]